# Óvadék (polgári jog)
A polgári jogban az óvadék a dologi hitelbiztosítékok egyike, tulajdonképpen a pénz- és tőkepiacok speciális zálogjoga.

## Fogalma
Az óvadék mint a zálogjogtól - nevében és szabályozásában - elkülönült hitelbiztosíték a külföldi magánjogokban nem ismert. A külföldi magánjogok a zálogjogi szabályozáson belül (a római jogi alapokon fejlődött kontinentális magánjogok az ún. rendhagyó zálogjog körében) tartalmaznak speciális szabályokat a pénzügyi eszközöket terhelő zálogjogra.
Az óvadék mint sajátos zálogjog szabályozása 2004-ben alapvetően módosult (2004. évi XXVII. törvény, In: Magyar Közlöny, 2004. április 26., hétfő), a pénzügyi biztosítéki megállapodásokról szóló 2002/47/EK irányelvnek a magyar jogba való átültetése következtében. (Az irányelv magyar fordítása számos hibát tartalmaz, ezért célszerű más nyelvi változatot figyelembe venni.)
Az óvadék két tekintetben speciális zálogjog: az óvadékba adható vagyontárgyak köre (pénz, bankszámla-követelés, értékpapír, egyéb pénzügyi eszközök) és a közvetlen kielégítési jog szempontjából. (A pénz jogi értelemben csak a bankjegy és érme formájában létező pénzt jelenti, a bankszámlapénz csak közgazdasági értelemben pénz, jogi értelemben követelés.) A közvetlen kielégítési jog azt jelenti, hogy a jogosult az óvadék tárgyából közvetlenül, annak tulajdonba vétele révén, vagyis bírósági végrehajtás, illetve bíróságon kívüli értékesítés nélkül kielégítheti követelését. Ebből fakadóan óvadékul olyan vagyontárgyak szolgálhatnak, amelyek értéke egyértelműen, objektíve meghatározható. Ilyen szempontból a pénz és a bankszámla-követelés mindig alkalmas óvadékul, az értékpapír óvadékképessége azonban nem ilyen általános: az egyes értékpapírfajták bonitása és mobilizálhatósága eltérő, így például alapvetően különbözik egy zártkörű részvénytársaság részvénye a tőzsdén jegyzett értékpapíroktól. Az előbbi esetben ugyanis nem áll rendelkezésre olyan piac, ahol az állandó üzletkötések révén bármikor egyértelműen meghatározható az értékpapír értéke. Erre tekintettel rendelkezik úgy a Ptk. 271. § (1) bekezdése, miszerint: "Kielégítési joga megnyíltakor a jogosult az óvadékkal biztosított követelését az óvadék tárgyából közvetlenül kielégítheti, ha az óvadék tárgya pénz, bankszámla-követelés, nyilvánosan jegyzett piaci árral vagy egyébként az adott időpontban a felektől függetlenül meghatározható árral rendelkező értékpapír vagy egyéb pénzügyi eszköz. Egyéb értékpapír és pénzügyi eszköz esetében a jogosult a közvetlen kielégítés jogát akkor gyakorolhatja, ha erről a felek szerződésükben megállapodtak és az értékelés módját szerződésükben meghatározták."
Óvadék nyújtható egyedileg meghatározott módon (például lepecsételt borítékban adott készpénz vagy nyomdai úton előállított értékpapír) vagy fajlagosan meghatározva. Utóbbi esetben a jogosult nem ugyanazt a dolgot, hanem ugyanabból ugyanannyit köteles visszaadni abban az esetben, ha a kötelezett a lejáratig teljesíti a biztosított követelést. A fajlagos óvadék rendhagyó zálogjog (pignus irregulare).
Az óvadékra ma is igazak Görög Frigyes következő megállapításai (Dr. Görög Frigyes: A kötelem megerősítése, in: Szladits Károly (szerk.): A magyar magánjog III. kötet Kötelmi jog általános része, Budapest 1941, a reprint kiadásban: 537. oldal):
"Magának a hitelezőnek átadott óvadék esetében a felek szándéka szerint alakul a jogviszony. Lehetséges, hogy a felek szándéka az óvadékul szolgáló ingóságoknak fiduciárius tulajdoni átruházására irányul, amely esetben az óvadék átvevője lesz az átadott dolgok tulajdonosa, akit a biztosíték tárgytalanná válása esetében az átvett ingóságok tulajdonjogának visszaruházási kötelezettsége terhel. Ha azonban a felek a tulajdonjog átruházásában kifejezetten meg nem állapodnak, úgy az óvadék tárgyát képező ingóságok tulajdonosa a letevő marad. A letett óvadéki értékre tehát szabály szerint a letevő nem veszti el tulajdonjogát, hanem ez a tulajdonjoga az óvadékra jogosított érdekében és csak az óvadékkal biztosított ügylet tekintetében, csupán korlátoltatik."
Az óvadék alapításának két eleme van: óvadéki szerződés és az óvadék tárgyának átadása. Az átadást az óvadék esetében tágabban kell értelmezni, mint a kézizálogjog esetében: a Ptk. azt kifejezetten kiterjeszti a számlajóváírás formájában történő átadásra, méghozzá mind a jogosult számláján való jóváírásra (átutalásra), mind a kötelezett vagy harmadik személy számláján a jogosult javára történő jóváírásra (alszámlára átvezetésre, zárolásra). Számla alatt bankszámlát, értékpapírszámlát, illetve értékpapírletéti-számlát kell érteni.

## A korábbi magyar Polgári Törvénykönyvben
Az óvadékról a 270. § - 271A. §-ok rendelkeznek.
270. § (1) Valamely követelés biztosítására pénzen, bankszámla-követelésen, értékpapíron és egyéb, külön törvényben meghatározott pénzügyi eszközön az erre irányuló szerződéssel és az óvadék tárgyának átadásával óvadék alapítható. Ha az óvadék tárgya más dolog, a zálogjog szabályait kell alkalmazni.
- (2) Átadásnak kell tekinteni minden olyan eljárást, amely alapján az óvadék tárgya egyértelműen azonosítható módon a kötelezett hatalmából a jogosult hatalmába kerül vagy a kötelezett korlátlan rendelkezése alól egyébként kikerül, különösen a bankszámlán, értékpapírszámlán, értékpapír-letéti számlán való jóváírást, ideértve a kötelezett vagy harmadik személy számláján a jogosult javára történő jóváírást is. Ha az óvadék tárgyát nem adták át, a zálogjog szabályait kell alkalmazni.
- (3) A felek megállapodhatnak abban, hogy a jogosult használhatja az óvadék tárgyát és rendelkezhet vele. Az óvadék tárgyának használata vagy az azzal való rendelkezés esetén a jogosult köteles legkésőbb az óvadékkal biztosított követelés esedékessé válásáig egyenértékű fedezettel helyettesíteni az óvadék eredeti tárgyát. Az egyenértékű fedezet az óvadék eredeti tárgyának helyébe lép.
- (4) Bankszámla-követelés esetén egyenértékű fedezetnek kell tekinteni a számlán azonos pénznemben elhelyezett, azonos összeget. Értékpapír és egyéb pénzügyi eszköz esetén egyenértékű fedezetnek kell tekinteni az azonos kibocsátó, illetve adós által, azonos sorozatban kibocsátott másik értékpapírt és egyéb pénzügyi eszközt, illetve bármely olyan fedezetet, amely a felek megállapodása szerint az értékpapír és egyéb pénzügyi eszközökkel kapcsolatos valamely esemény bekövetkeztekor az óvadék eredeti tárgyának helyébe lép.
- (5) A felek a (3) bekezdéstől eltérően úgy is megállapodhatnak, hogy a jogosult kielégítési jogának megnyíltakor a kötelezett az óvadékkal biztosított tartozásába az egyenértékű fedezet értékére vonatkozó követelését beszámíthatja.
- (6) A felek megállapodhatnak abban, hogy a kötelezett az óvadék tárgyát a kielégítési jog megnyílta előtt más, egyenértékű fedezettel helyettesítheti. Az egyenértékű fedezet az óvadék eredeti tárgyának helyébe lép.
- (7) A felek megállapodhatnak abban, hogy az óvadék tárgya vagy a biztosított követelés értékének változásakor a kötelezett kiegészítő biztosíték nyújtására, illetve a jogosult a túlzott biztosíték kötelezett részére való kiadására köteles. A kiegészítő biztosíték az óvadék eredeti tárgyának sorsát osztja.

271. § (1) Kielégítési joga megnyíltakor a jogosult az óvadékkal biztosított követelését az óvadék tárgyából közvetlenül kielégítheti, ha az óvadék tárgya pénz, bankszámla-követelés, nyilvánosan jegyzett piaci árral vagy egyébként az adott időpontban a felektől függetlenül meghatározható árral rendelkező értékpapír vagy egyéb pénzügyi eszköz. Egyéb értékpapír és pénzügyi eszköz esetében a jogosult a közvetlen kielégítés jogát akkor gyakorolhatja, ha erről a felek szerződésükben megállapodtak és az értékelés módját szerződésükben meghatározták.
- (2) Ha a felek az óvadék tárgyául szolgáló értékpapír és egyéb pénzügyi eszköz értékesítésében állapodtak meg, az értékesítés a szerződésben meghatározott feltételek szerint történik.
- (3) A jogosult minden esetben köteles a kötelezettel észszerű időn belül elszámolni, és a követelését és annak járulékait meghaladó fedezetet, illetve - értékesítés esetén - a követelését, annak járulékait és az értékesítéssel kapcsolatos költségeket meghaladó bevételt a kötelezett részére kiadni.
- (4) Ha a felek megállapodásának a kielégítési jog gyakorlására vonatkozó kikötése kereskedelmi szempontból észszerűtlen, a kikötést megtámadhatja az, akinek jogát vagy jogos érdekét a kikötés sérti.
- (5) Akinek jogát vagy jogos érdekét a kielégítési jog gyakorlásának módja, különösen a (3) bekezdés szerinti kötelezettség elmulasztása sérti, az ebből eredő kárnak megtérítését a jogosulttól követelheti. A jogosult mentesül, ha bizonyítja, hogy kereskedelmi szempontból észszerű módon járt el.

271/A. § Az óvadékra egyebekben - a 254. § (2) bekezdésében foglaltak kivételével - a zálogjogra vonatkozó közös szabályokat kell megfelelően alkalmazni.

## Felszámolási eljárásban
A 2002/47/EK irányelv átültetése következtében az óvadék jogosultja a felszámolási eljárás megindulásától függetlenül továbbra is érvényesítheti az őt a Ptk. alapján megillető közvetlen kielégítési jogot. Abban az esetben azonban, ha az óvadék jogosultja a felszámolást elrendelő végzés közzétételétől számított három hónapon belül nem érvényesíti jogait, követelésének kielégítésére csak zálogjogosultként tarthat igényt. (Csődtv. 38. § (5) bekezdés) (Vitatható, hogy az utóbbi korlátozás megfelel-e a 2002/47/EK irányelvnek.)